# وحدة رصد
في الإحصاءات، وحدة الرصد هي الوحدة التي تمكّن من جمع البيانات، وتحليلها وهو مصطلح مماثل لوحدات القياس.  على سبيل المثال؛ ربما تستخدم عمليات البحث عن الأحياء بيانات ثانوية من إحصاء سكان الولايات المتحدة أو البيانات الرئيسية المجمَّعة من الأفراد باستخدام منهجية الاستقصاء. ربما تنطوي الدراسة على وحدة رصد مختلفة وحدة التحليل، على سبيل المثال؛ في البحث المجتمعي ربما يجمّع التصميم البحثي البيانات على مستوى الرصد الفردي ولكن مستوى التحليل يكون على مستوى الأحياء، ويستخلص استنتاجات عن خصائص الأحياء من البيانات المجمّعة من الأفراد. وتعرّف كل من وحدة الرصد ومستوى التحليل  عدد السكان للمؤسسة البحثية.